# Diaperoecia intermedia
Diaperoecia intermedia is een mosdiertjessoort uit de familie van de Diaperoeciidae. De wetenschappelijke naam van de soort is, als Tubulipora intermedia, voor het eerst geldig gepubliceerd in 1923 door Charles Henry O'Donoghue en E. O'Donoghue.